# Ptilope magnifique
Ptilinopus magnificus
Espèce
Statut de conservation UICN

 LC  : Préoccupation mineure
Le Ptilope magnifique (Ptilinopus magnificus) est une espèce d'oiseaux appartenant à la famille des Columbidae.

## Description
Cet oiseau mesure 29 à 50 cm pour une masse de 250 à 500 g, ces deux variables dépendant de la sous-espèce et du sexe (le mâle étant souvent un peu plus grand).
La tête et la nuque sont gris clair mêlé de vert brillant. La gorge, le devant du cou et la poitrine sont pourpre sombre. Le dos est de cette couleur, parfois avec des taches jaune terne. Les ailes vert émeraude arborent une bande jaune d'or, couleur retrouvée au niveau de l'abdomen, des flancs et des couvertures sous-alaires. La queue est vert émeraude brillant. Les iris sont orange rougeâtre, le bec rouge orange avec la pointe jaune vert et les pattes jaune verdâtre.
Le jeune a la tête gris vert et présente moins de pourpre dans son plumage. Cette coloration est également mélangée à du vert au niveau de la poitrine.

## Alimentation
Cet oiseau est frugivore.

## Répartition et sous-espèces
Cet oiseau peuple la Nouvelle-Guinée et la bordure littorale orientale de l'Australie.
Selon la classification de référence du Congrès ornithologique international (15.1, 2025) il se répartit en cinq sous-espèces :
- P. m. puella (Lesson & Garnot, 1827) — nord-ouest de la Nouvelle-Guinée occidentale ;
- P. m. poliurus (Salvadori, 1878) — Nouvelle-Guinée ;
- P. m. assimilis (Gould, 1850) — nord de la péninsule du cap York ;
- P. m. keri (Mathews, 1912) — est du Queensland ;
- P. m. magnificus (Temminck, 1821) — sud-est du Queensland et nord-est de NSW.